# Isubu (peuple)
Pour les articles homonymes, voir Bimbia (homonymie) et Isubu.

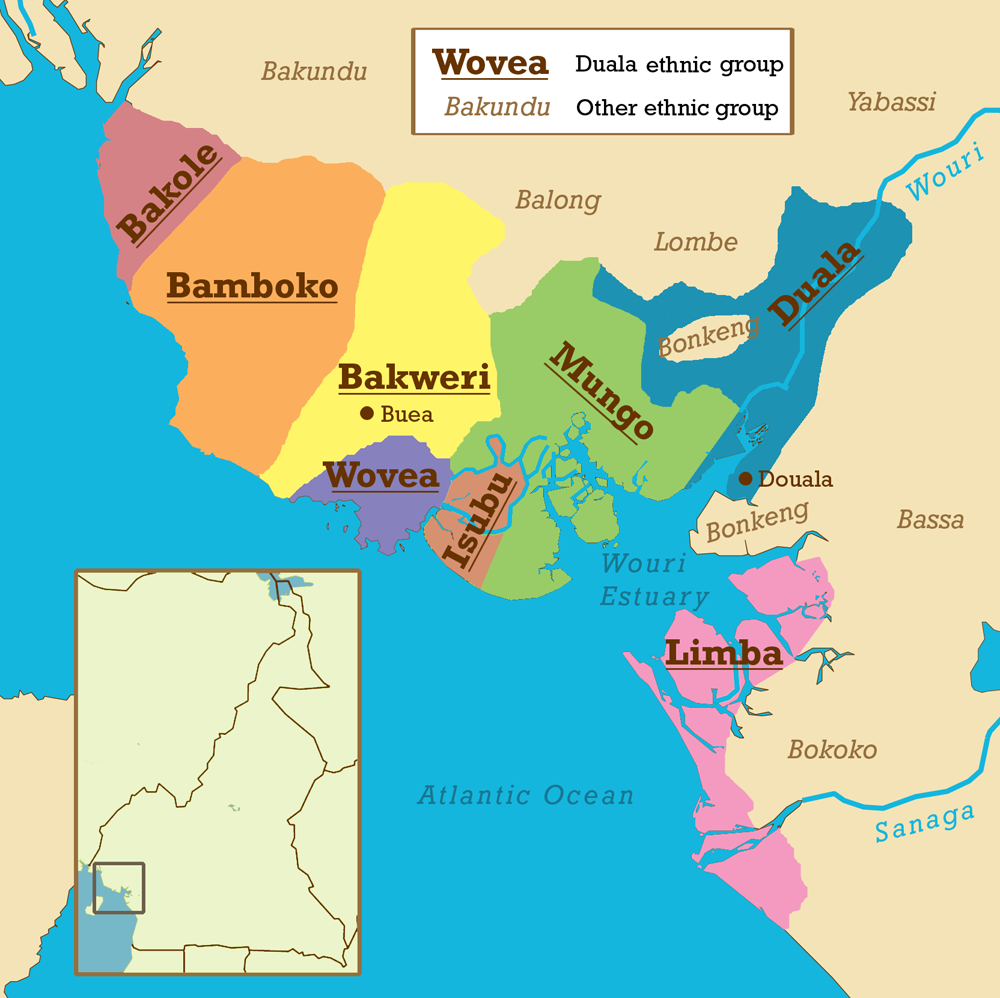
Localisation (en brun clair)

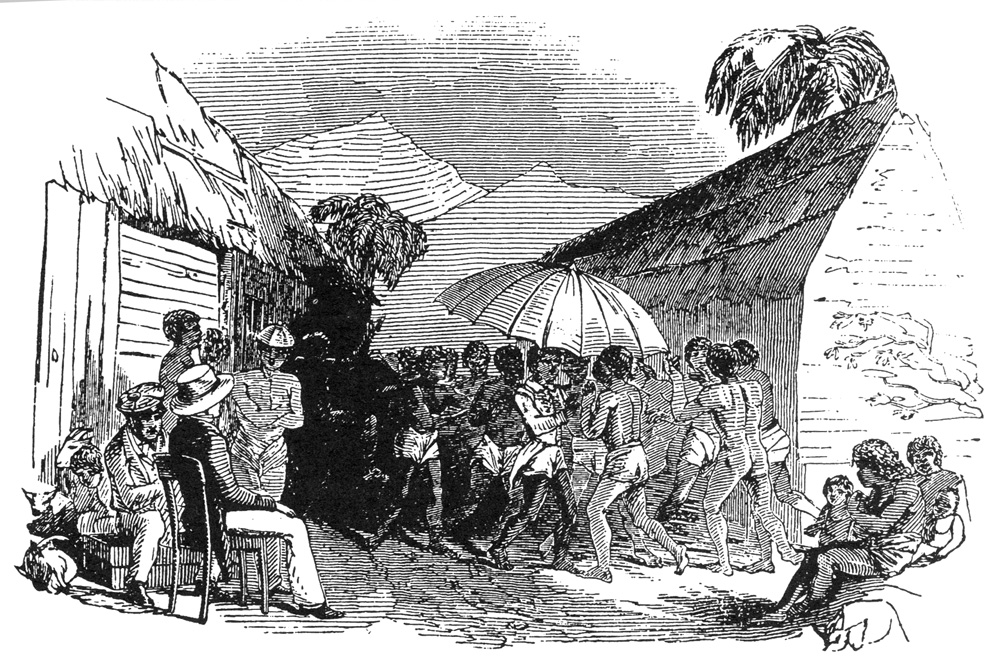
Joseph Merrick assistant à des funérailles en pays isubu (1845)

Les Isubus, encore appelé Isuwu ou Bimbias, sont un peuple, habitant une partie de la côte du Cameroun. Avec les autres peuples côtiers, ils forment les Sawa, important groupe ethnique sur la côte du Cameroun.
Ils étaient l'un des premiers peuples camerounais à prendre contact avec les Européens, devenant en deux siècles, d'importants commerçants. Sous les règnes des rois William Ier de Bimbia et William II de Bimbia, les Isubu ont développé le commerce à Bimbia.

## Langues
Ils parlent l'isubu (ou isu, subu, suwu), une langue bantoue, également le douala.